# Černá sanitka
Černá sanitka je městská legenda, která byla populární v ČSSR v osmdesátých letech. Lidé si tehdy vyprávěli o tajemném sanitním voze černé barvy, který jezdí v noci a unáší děti a mladé lidi. Ti jsou usmrceni a jejich orgány pak prodává osazenstvo sanitky boháčům na Západě za účelem transplantace. Jako inspirace této historky bývá uváděn německý film Kandidáti života a smrti (1979).
Etnolog a folklorista Petr Janeček tuto rozšířenou fámu využil k pojmenování svých knih zabývajících se městskými legendami Černá sanitka a jiné děsivé příběhy, Černá sanitka: Druhá žeň, Černá sanitka: Třikrát a dost.  Podle těchto knih natočila Česká televize patnáctidílný seriál, Český rozhlas je zpracoval v podobě rozhlasové adaptace a podcastu, a HaDivadlo v Brně a Činoherní klub v Ústí nad Labem uvedly divadelní dramatizaci příběhů. Vznikly také internetové stránky, na nichž se mohli návštěvníci podělit o různé fámy, které někdy zaslechli. V roce 2020 vyšel nový díl série s titulem Černá sanitka Znovu v akci: hoaxy, fámy, konspirace. 